# عزلة بني عمر العالي (إب)

تعديل مصدري - تعديل

عزلة بني عمر العالي هي إحدى عزل مديرية القفر في محافظة إب اليمنية ويبلغ تعداد سكانها 3724 نسمة حسب التعداد السكاني في اليمن لعام 2004.

## روابط خارجية
- الجهاز المركزي للإحصاء بالجمهورية اليمنية
- المركز الوطني للمعلومات باليمن
- الدليل الشامل